# الکساندر دیاچنکو
الکساندر دیاچنکو (روسی: Александр Игоревич Дьяченко؛ زادهٔ ۲۴ ژانویهٔ ۱۹۹۰) قایقران کانو اهل روسیه است.
وی همچنین برندهٔ جوایزی همچون نشان دوستی شده‌است.
وی در مسابقات کشوری و بین‌المللی در مجموع برندهٔ ۵ مدال طلا، ۶ مدال نقره، ۲ مدال برنز شده‌است.